# 芬頓鎮區 (明尼蘇達州莫雷縣)
芬頓鎮區（英語：Fenton Township）是位於美國明尼蘇達州莫雷縣的一個行政鎮區。

## 歷史
芬頓鎮區於1886年設立，得名自早期定居者P·H·芬頓（P. H. Fenton）。

## 地方資料
芬頓鎮區的面積為92.83平方千米，當中陸地面積為92.66平方千米，而水域面積為0.16平方千米。根據2020年美國人口普查的數據，當地共有人口146人，而人口密度為每平方千米1.57人。